# Билтен (1942 – 1943, Битоля)
„Билтен“ (тоест Бюлетин) е нелегален комунистически вестник, орган на Местния комитет на Югославската комунистическа партия в Битоля, тогава под българско управление.
Вестникът излиза от началото на 1942 до началото на 1943 година, но са запазени само три броя – 19, 20 и 21 от ноември – декември 1942 г. Списван е на македонски диалект и е печатан на ръчна преса в къщата на Томе Димитровски. Редактор е Стефан Наумов, а в списването участват и Мирче Ацев и Йордан Михайловски-Оцката. Вестникът отразява военно-политическото положение и е разпространяван в града и околните села.